# موسیقی شبانی

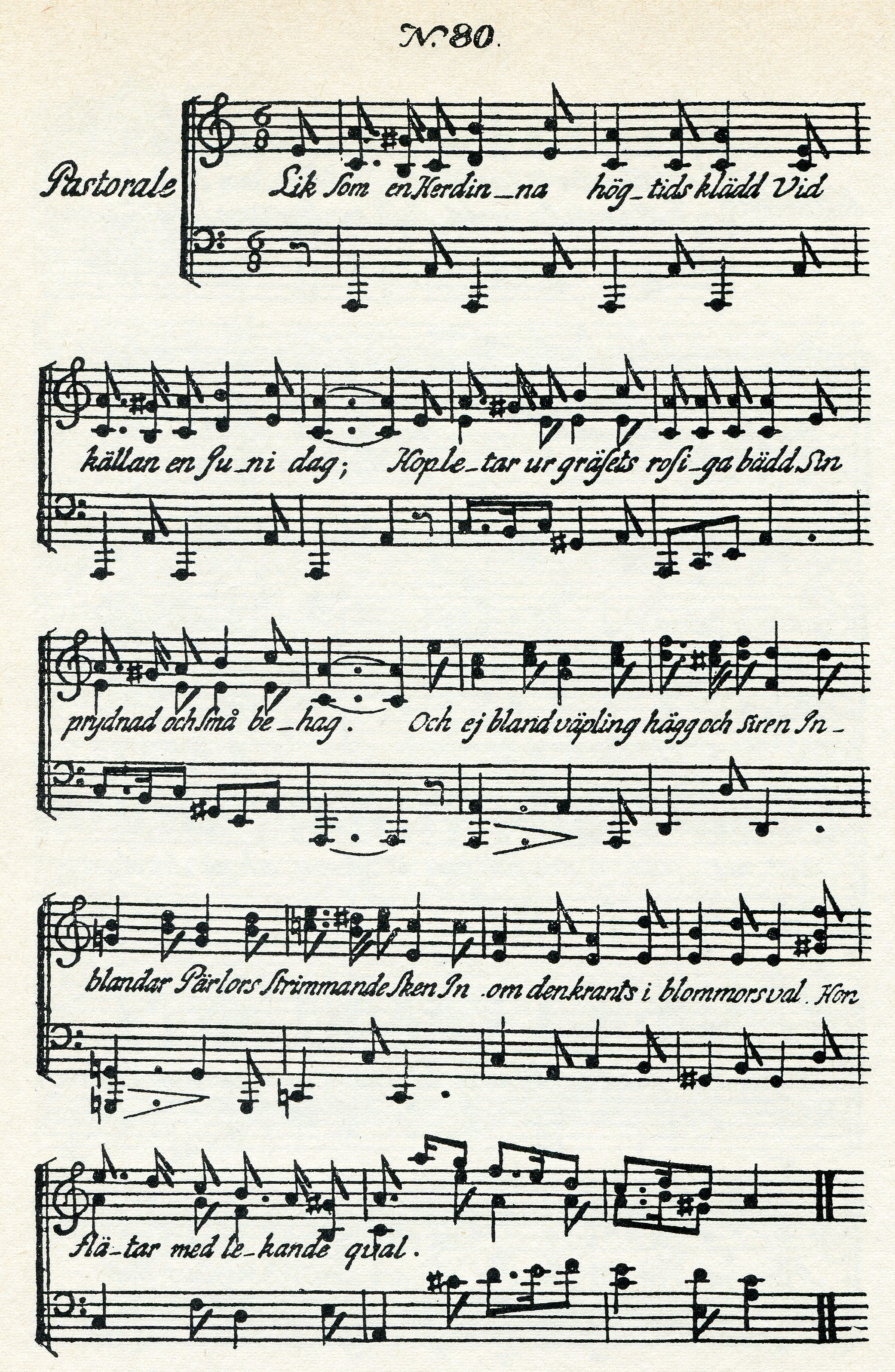
نت‌برگی از اپیستل فریدمن ۸۰ به نام Liksom en Herdinna, högtids klädd از کارل مایکل بلمن ، یکی از چندین نمونه موسیقی شبانی در مجموعه ۱۷۹۰ است

موسیقی شبانی (به انگلیسی: Pastorale) به موسیقی که چه از دیدگاه شکلی و چه از دیدگاه حسی، دارای سرشت شبانی است اشاره دارد.
شبان‌ها (پاستورال‌ها) بیشتر در ضرب‌آهنگ ۶/۸ یا ۹/۸ یا ۱۲/۸ و با سرعت متوسط هستند. این آهنگ‌ها مانند روگرفتی کند شده از تارانتلا هستند که دارای بسیاری از ضرب‌آهنگ‌ها و عبارت‌های نوایی (ملودیک) است.
از نمونه‌های رایج موسیقی شبانی، آخرین حرکت (موومان) کنسرتو کریسمس از کورلی (اپ ۶، شماره ۸)، سومین حرکت کنسرتو بهار ویوالدی از چهار فصل، حرکت پیفا در آهنگ مسیحا از هندل، نخستین حرکات Pastorale (BWV 590) برای اُرگ از باخ، و سینفونیا است. اسکارلاتی نمونه‌هایی از این موسیقی را در سونات‌های صفحه‌کلید خود نوشته بوده‌است و بسیاری از آهنگسازان دیگر در دوران گذار بین باروک و کلاسیک، به ویژه آهنگسازان فرانسوی (مارک آنتوان شارپنتیر)، از این روش استفاده کردند. بخشی از موسیقی شبانی در William Tell Overture از روسینی بسیار برجسته است.